# Bloemkoolkwal
De bloemkoolkwal, ook wel zeepaddenstoel genoemd, (Rhizostoma pulmo) is een schijfkwal die voorkomt in de Middellandse Zee, de Zwarte Zee, de Atlantische Oceaan en de Noordzee. De lichtblauwe kwal kan een diameter van 30-60 cm bereiken, maar heeft geen tentakels en is bijgevolg niet irriterend.
In juli 2019 werd bij de kust van Engeland een exemplaar van naar schatting 1,5 meter op film vastgelegd.
Ze kunnen in de herfst massaal aanspoelen.

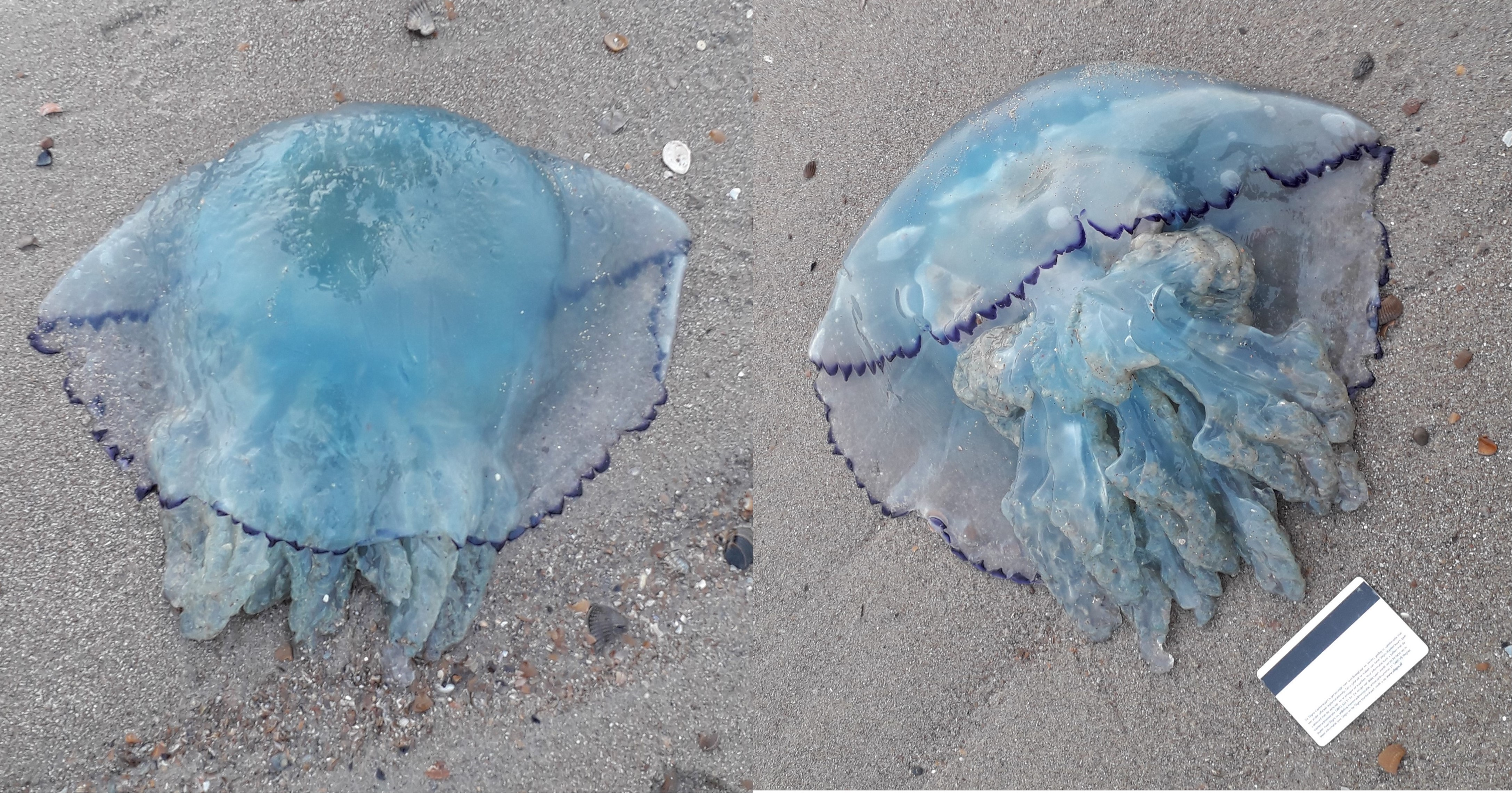
Aangespoeld dood exemplaar, diameter 0,35 m, Brouwersdam (NL)
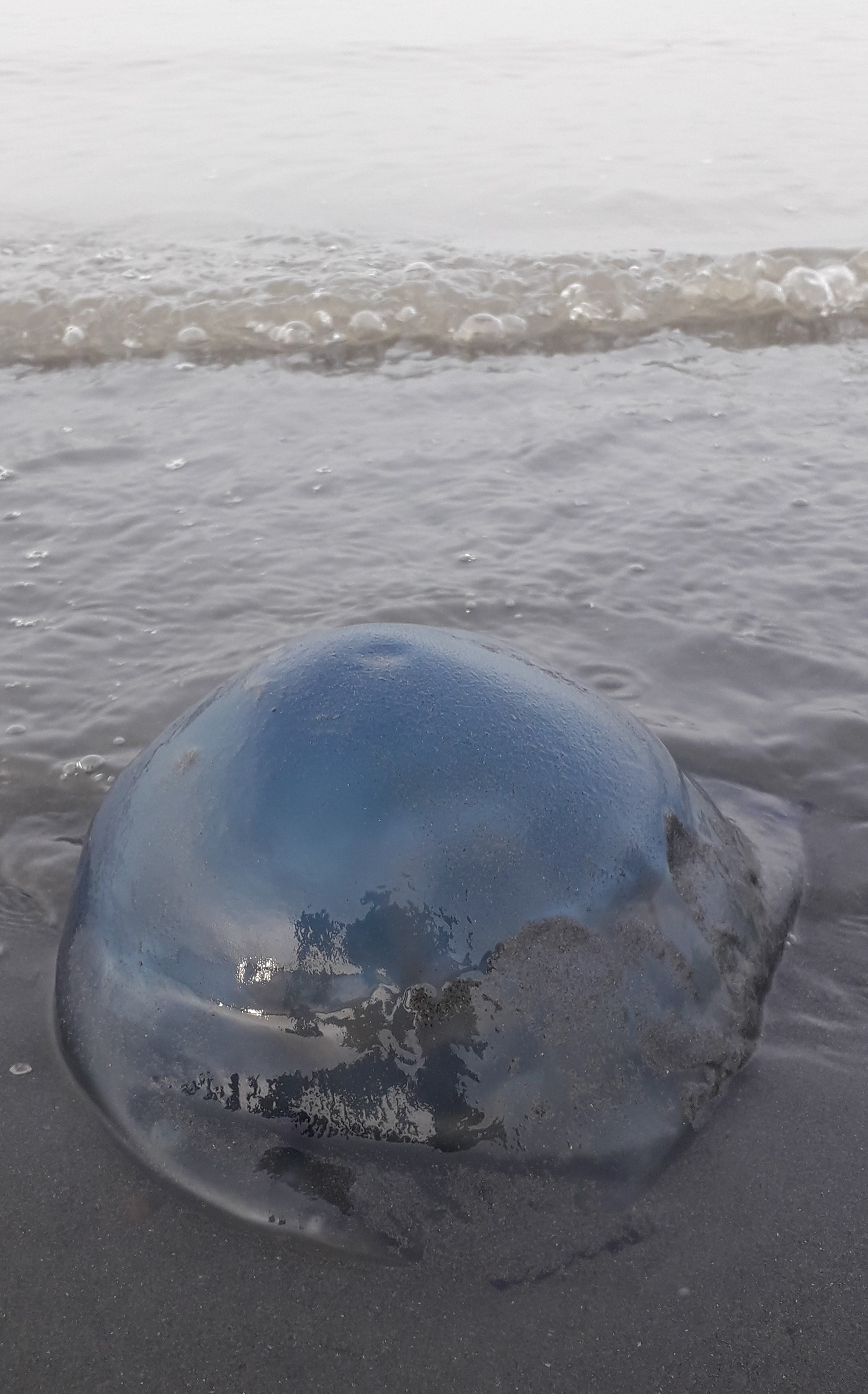
Aangespoeld dood exemplaar, diameter 0,18 m, dorsaal, Brouwersdam.

## Etymologie
Rhizostoma pulmo
- rhizo- Grieks voor wortel
- stoma Grieks voor mond
- pulmo Latijn voor long